# Tadousse-Ussau
 (août 2022).
Pour les articles homonymes, voir Tadousse et Ussau.
Pour l’article ayant un titre homophone, voir Usseau.
Tadousse-Ussau (en béarnais Tadossa-Aussau ou Tadousse-Aussau) est une commune française, située dans le département des Pyrénées-Atlantiques en région Nouvelle-Aquitaine. Son nom en occitan est Tadossa-Aussau.
Le gentilé est Tadoussois.

## Géographie

### Localisation
La commune de Tadousse-Ussau se trouve dans le département des Pyrénées-Atlantiques, en région Nouvelle-Aquitaine.
Elle se situe à 43 km par la route de Pau, préfecture du département, et à 32 km de Serres-Castet, bureau centralisateur du canton des Terres des Luys et Coteaux du Vic-Bilh dont dépend la commune depuis 2015 pour les élections départementales. 
La commune fait en outre partie du bassin de vie de Garlin.
Les communes les plus proches sont : 
Conchez-de-Béarn (1,8 km), Saint-Jean-Poudge (2,2 km), Mascaraàs-Haron (2,6 km), Diusse (3,0 km), Cadillon (3,4 km), Mont-Disse (3,6 km), Castetpugon (3,6 km), Portet (3,9 km).
Sur le plan historique et culturel, Tadousse-Ussau fait partie de la province du Béarn, qui fut également un État et qui présente une unité historique et culturelle à laquelle s’oppose une diversité frappante de paysages au relief tourmenté.

### Communes limitrophes
Les communes limitrophes sont  Conchez-de-Béarn, Diusse, Mascaraàs-Haron, Portet et Saint-Jean-Poudge.
|                 | Portet            | Diusse           |
| Mascaraàs-Haron | Tadousse-Ussau    | Conchez-de-Béarn |
|                 | Saint-Jean-Poudge |                  |

### Hydrographie

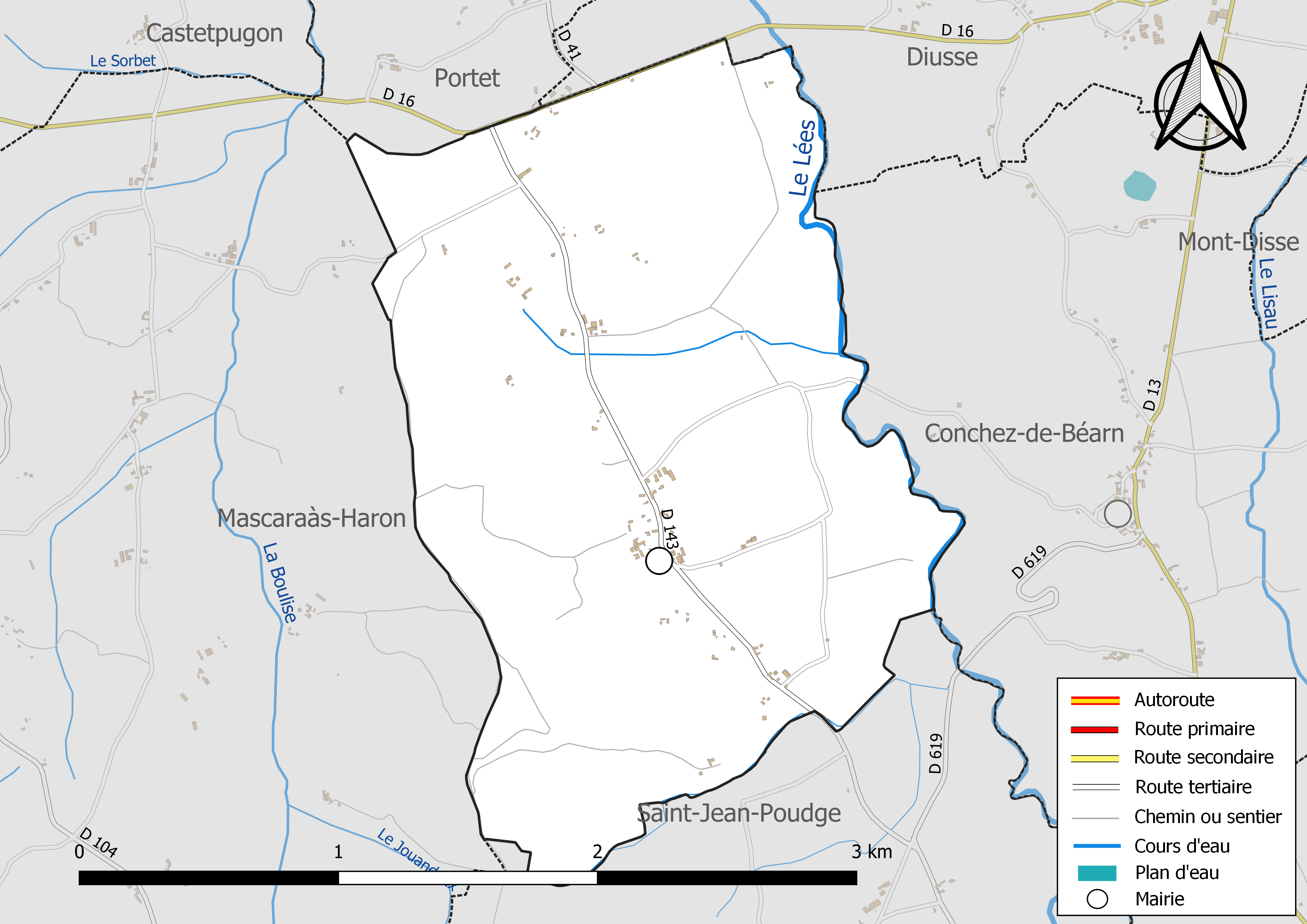
Réseaux hydrographique et routier de Tadousse-Ussau.

La commune est drainée par le Léez et par un petit cours d'eau, constituant un réseau hydrographique de 3 km de longueur totale,.
Le Léez (56 km) prend sa source dans la commune de Gardères, s'écoule du sud vers le nord et longe le territoire communal dans sa partie est, constituant la limite communale avec Conchez-de-Béarn puis avec Diusse. Il se jette dans l'Adour à Barcelonne-du-Gers, après avoir traversé 31 communes.

### Climat
Pour des articles plus généraux, voir Climat de la Nouvelle-Aquitaine et Climat des Pyrénées-Atlantiques.
Historiquement, la commune est exposée à un climat océanique aquitain.  
En 2020, Météo-France publie une typologie des climats de la France métropolitaine dans laquelle la commune est dans une zone de transition entre le climat océanique et le climat océanique altéré et est dans la région climatique Aquitaine, Gascogne, caractérisée par une pluviométrie abondante au printemps, modérée en automne, un faible ensoleillement au printemps, un été chaud (19,5 °C), des vents faibles, des brouillards fréquents en automne et en hiver et des orages fréquents en été (15 à 20 jours).
Pour la période 1971-2000, la température annuelle moyenne est de 13,2 °C, avec une amplitude thermique annuelle de 14,8 °C. Le cumul annuel moyen de précipitations est de 1 065 mm, avec 11,1 jours de précipitations en janvier et 7,6 jours en juillet. Pour la période 1991-2020, la température moyenne annuelle observée sur la station météorologique la plus proche, située sur la commune de Mont-Disse à 4 km à vol d'oiseau, est de 13,9 °C et le cumul annuel moyen de précipitations est de 1 010,8 mm,. Pour l'avenir, les paramètres climatiques de la commune estimés pour 2050 selon différents scénarios d'émission de gaz à effet de serre sont consultables sur un site dédié publié par Météo-France en novembre 2022.

### Milieux naturels et biodiversité
Aucun espace naturel présentant un intérêt patrimonial n'est recensé sur la commune dans l'inventaire national du patrimoine naturel,,.

## Urbanisme

### Typologie
Au 1er janvier 2024, Tadousse-Ussau est catégorisée commune rurale à habitat très dispersé, selon la nouvelle grille communale de densité à sept niveaux définie par l'Insee en 2022.
Elle est située hors unité urbaine. Par ailleurs la commune fait partie de l'aire d'attraction de Pau, dont elle est une commune de la couronne,. Cette aire, qui regroupe 227 communes, est catégorisée dans les aires de 200 000 à moins de 700 000 habitants,.

### Occupation des sols

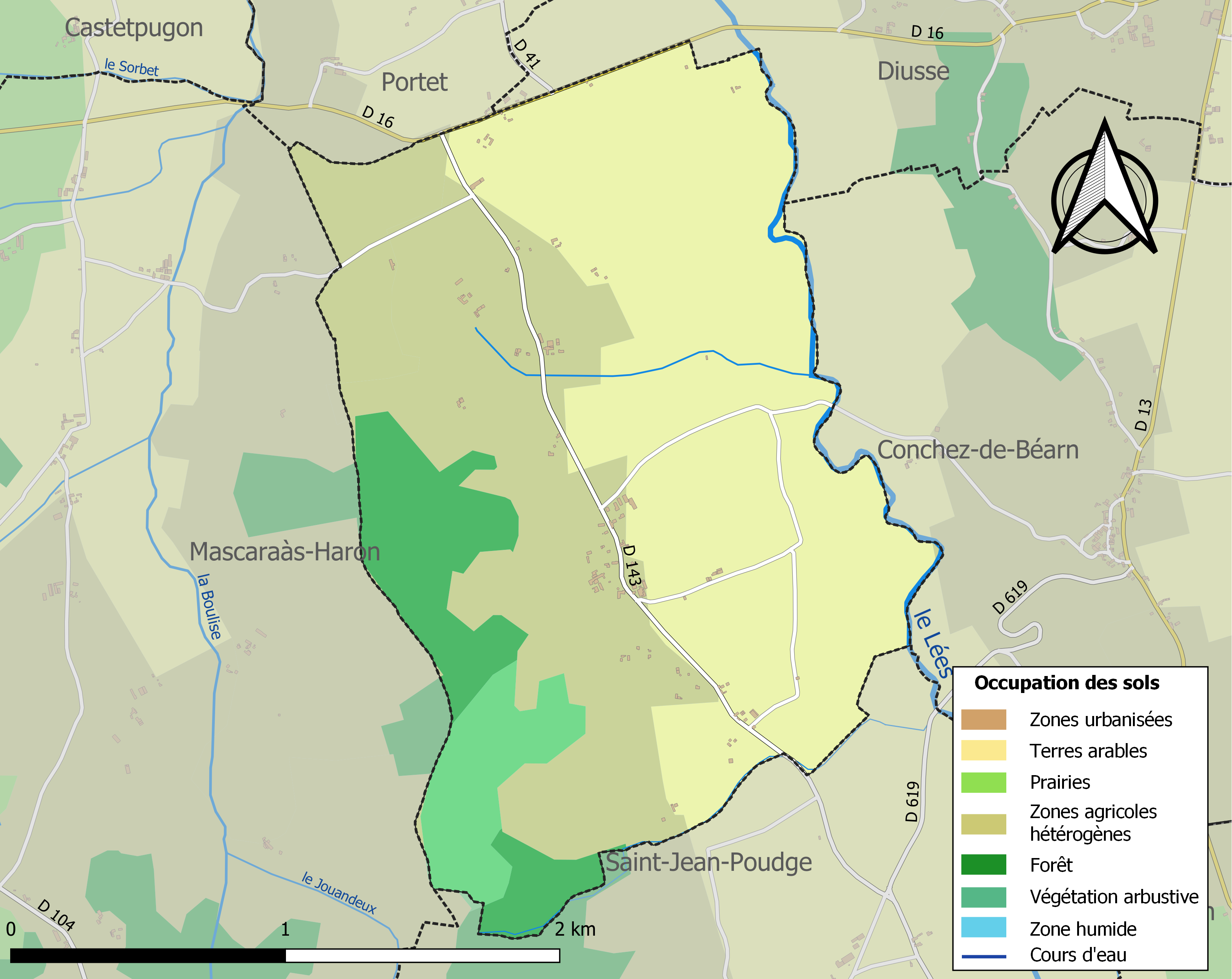
Carte des infrastructures et de l'occupation des sols de la commune en 2018 (CLC).

L'occupation des sols de la commune, telle qu'elle ressort de la base de données européenne d’occupation biophysique des sols Corine Land Cover (CLC), est marquée par l'importance des territoires agricoles (85,3 % en 2018), une proportion identique à celle de 1990 (85,3 %). La répartition détaillée en 2018 est la suivante : 
terres arables (50,6 %), zones agricoles hétérogènes (34,7 %), forêts (9,3 %), milieux à végétation arbustive et/ou herbacée (5,4 %). L'évolution de l’occupation des sols de la commune et de ses infrastructures peut être observée sur les différentes représentations cartographiques du territoire : la carte de Cassini (XVIIIe siècle), la carte d'état-major (1820-1866) et les cartes ou photos aériennes de l'IGN pour la période actuelle (1950 à aujourd'hui).

### Lieux-dits et hameaux
- Tadousse ;
- Ussau : Saint-Martin.

### Voies de communication et transports
La commune est desservie par la route départementale 143.

### Risques majeurs
Le territoire de la commune de Tadousse-Ussau est vulnérable à différents aléas naturels : météorologiques (tempête, orage, neige, grand froid, canicule ou sécheresse), inondations et séisme (sismicité modérée). Un site publié par le BRGM permet d'évaluer simplement et rapidement les risques d'un bien localisé soit par son adresse soit par le numéro de sa parcelle.
Certaines parties du territoire communal sont susceptibles d’être affectées par le risque d’inondation par une crue à  débordement lent de cours d'eau, notamment le Léez. La commune a été reconnue en état de catastrophe naturelle au titre des dommages causés par les inondations et coulées de boue survenues en 1982 et 2009,.

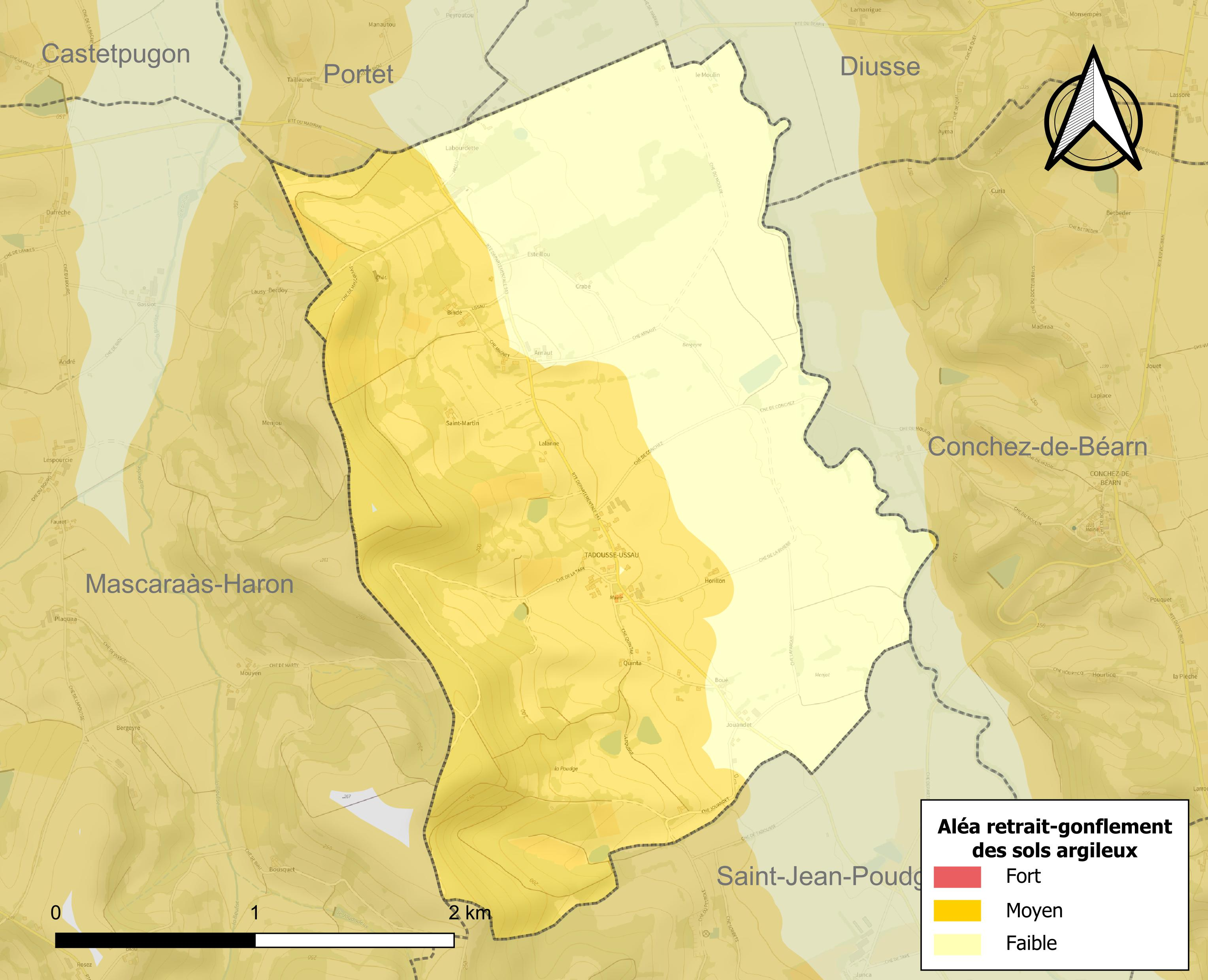
Carte des zones d'aléa retrait-gonflement des sols argileux de Tadousse-Ussau.

Le retrait-gonflement des sols argileux est susceptible d'engendrer des dommages importants aux bâtiments en cas d’alternance de périodes de sécheresse et de pluie. 54,6 % de la superficie communale est en aléa moyen ou fort (59 % au niveau départemental et 48,5 % au niveau national). Depuis le 1er octobre 2020, en application de la loi ELAN, différentes contraintes s'imposent aux vendeurs, maîtres d'ouvrages ou constructeurs de biens situés dans une zone classée en aléa moyen ou fort,.

## Toponymie
Le toponyme Tadousse apparaît sous les formes 
Tadeossa (XIIIe siècle, fors de Béarn), 
Thedeosse (1343, hommages de Béarn), 
Tedeosse et Tadoose (respectivement 1385 et 1402, censier de Béarn), 
Tadaosse (1443, contrats de Carresse), 
Tadossa, Tadoze, Tadoza et Tadosse (respectivement vers 1540, 1542 pour les deux formes suivantes et 1546, réformation de Béarn).
Le toponyme Ussau apparaît sous les formes 
Ossau (XIIIe siècle, fors de Béarn) et 
Ossau en Vic-Bilh (1538, réformation de Béarn).
Le nom béarnais de la commune est Tadossa-Aussau ou Tadousse-Aussau.
Le toponyme Saint-Martin apparaît sous les formes 
Sent-Martii et Sent-Marthi (respectivement 1540 et 1542, réformation de Béarn)

## Histoire
Paul Raymond note qu'en 1385, Tadousse dépendait du bailliage de Lembeye et comptait 21 feux. La baronnie d'Ussau, créée en 1671, relevait de la vicomté de Béarn.
Tadousse et Ussau se sont unis en 1831.

## Politique et administration
| Période | Période  | Identité            | Étiquette | Qualité |
| ------- | -------- | ------------------- | --------- | ------- |
| 1995    | 2001     | Jean-Louis Clabérès |           |         |
| 2001    | En cours | Marc Larroucau      |           |         |

### Intercommunalité
Tadousse-Ussau fait partie de cinq structures intercommunales :
- la communauté de communes des Luys en Béarn ;
- le SIVU de la voirie de la région de Garlin ;
- le SIVU du Lées et affluents ;
- le syndicat d'énergie des Pyrénées-Atlantiques ;
- le syndicat intercommunal d'alimentation en eau potable Luy - Gabas - Lées.

## Population et société

### Démographie
L'évolution du nombre d'habitants est connue à travers les recensements de la population effectués dans la commune depuis 1793. Pour les communes de moins de 10 000 habitants, une enquête de recensement portant sur toute la population est réalisée tous les cinq ans, les populations de référence des années intermédiaires étant quant à elles estimées par interpolation ou extrapolation. Pour la commune, le premier recensement exhaustif entrant dans le cadre du nouveau dispositif a été réalisé en 2005.

En 2022, la commune comptait 73 habitants, en évolution de +7,35 % par rapport à 2016 (Pyrénées-Atlantiques : +3,78 %, France hors Mayotte : +2,11 %).
| 1793 | 1800 | 1806 | 1821 | 1831 | 1836 | 1841 | 1846 | 1851 |
| ---- | ---- | ---- | ---- | ---- | ---- | ---- | ---- | ---- |
| 181  | 154  | 271  | 163  | 274  | 343  | 334  | 339  | 361  |

| 1856 | 1861 | 1866 | 1872 | 1876 | 1881 | 1886 | 1891 | 1896 |
| ---- | ---- | ---- | ---- | ---- | ---- | ---- | ---- | ---- |
| 263  | 230  | 228  | 219  | 235  | 230  | 206  | 182  | 186  |

| 1901 | 1906 | 1911 | 1921 | 1926 | 1931 | 1936 | 1946 | 1954 |
| ---- | ---- | ---- | ---- | ---- | ---- | ---- | ---- | ---- |
| 177  | 169  | 156  | 138  | 142  | 143  | 139  | 118  | 126  |

| 1962 | 1968 | 1975 | 1982 | 1990 | 1999 | 2005 | 2006 | 2010 |
| ---- | ---- | ---- | ---- | ---- | ---- | ---- | ---- | ---- |
| 115  | 99   | 73   | 68   | 75   | 78   | 69   | 67   | 79   |

| 2015 | 2020 | 2022 | - | - | - | - | - | - |
| ---- | ---- | ---- | - | - | - | - | - | - |
| 70   | 71   | 73   | - | - | - | - | - | - |

## Économie
La commune fait partie des zones d'appellation d'origine contrôlée (AOC) du madiran, du pacherenc-du-vic-bilh et du béarn.

## Culture locale et patrimoine

### Patrimoine civil
À Tadousse, un fossé, datant du XIIIe siècle, témoigne de l'emplacement du village neuf (initial).
Le château d'Ussau date de la fin du XVIIIe siècle.
La ferme du lieu-dit Saint-Martin, d'Ussau, fut érigée au XVIIe siècle puis remaniée au XVIIIe siècle. Le moulin d'Ussau date, quant à lui, de 1749.
La demeure dite maison Larrey, à Tadousse, date du début du XIIIe siècle. Elle servit successivement de mairie puis d'école.

### Patrimoine religieux
L'église Notre-Dame, à Tadousse, date semble-t-il, du XVIIe siècle. Elle recèle du mobilier, une stèle discoïdale, une dalle funéraire datant de 1700, des tableaux, des statues et des objets inscrits à l'inventaire général du patrimoine culturel.

## Personnalités liées à la commune
Henri Bourguinat, économiste français, y est né en 1933.